# Les Sabines
Cet article concerne le tableau de Jacques-Louis David. Pour la nouvelle de Marcel Aymé, voir Les Sabines (nouvelle). Pour l'opéra bouffe de Jules Verne et Charles Wallut, voir Les Sabines (opéra bouffe).
Les Sabines (titres alternatifs L'Intervention des Sabines, Les Sabines arrêtant le combat entre les Romains et les Sabins) est un tableau peint par Jacques-Louis David entre 1796 et 1799. Peinture d'histoire appartenant au courant néoclassique, elle marque une évolution dans le style de David après la Révolution, qualifié par lui-même de « grec pur ».

## Historique
L’œuvre est envisagée lorsque David est emprisonné au Luxembourg en 1795. Il hésite encore entre représenter ce sujet ou celui d’Homère récitant ses vers aux Grecs. Il choisit finalement de faire une toile représentant les Sabines s'interposant pour séparer les Romains des Sabins, voulue comme une suite au tableau de Poussin, L'Enlèvement des Sabines.
Le tableau est commencé au début de l'année 1796 et sa réalisation prend près de quatre ans. David est assisté de Delafontaine qui est chargé de la documentation, et de Jean-Pierre Franque qui est remplacé plus tard par Jérôme-Martin Langlois, ainsi que de Jean-Auguste-Dominique Ingres. Fin 1799, il expose le tableau achevé  au Louvre dans l'ancien cabinet d'architecture. Malgré le caractère payant de son exhibition, Les Sabines attire un grand nombre de visiteurs jusqu'en 1805.
Après l'expulsion des artistes du Louvre dont David, le tableau se retrouve dans l'ancienne église du collège de  Cluny (place de la Sorbonne) qui lui sert d'atelier. En 1819, il cède par l'intermédiaire de Jean Pierre Delahaye, avocat et ami de David, Les Sabines et son pendant Léonidas aux Thermopyles aux musées royaux pour 100 000 francs. En effet, Louis XVIII ne voulait pas acheter ces tableaux directement à David qui avait voté la mort de son frère Louis XVI. D'abord accrochée au palais du Luxembourg, la toile retrouve le Louvre en 1826 après la mort du peintre.

## Description
Le sujet ne représente pas l'enlèvement des Sabines par les Romains, thème présent chez Poussin ou Giambologna par exemple, mais un épisode, évoqué par Plutarque et Tite-Live, qui se passe trois ans plus tard quand les Sabines arrêtent le combat entre les Sabins menés par Tatius, et les Romains conduits par Romulus.
Hersilie, au centre de la toile les bras tendus, s'interpose entre son époux Romulus à droite, reconnaissable à son bouclier rond orné d'une louve romaine, et Tatius le père d'Hersilie à gauche. Romulus, représenté de dos, s'apprête à lancer son javelot contre Tatius, peint au contraire de face, et qui se protège avec son bouclier.
Par ailleurs, David isole au premier plan un nombre assez réduit de personnes, tandis que l'arrière plan suggère des silhouettes indistinctes et une foule de soldats.
La composition est riche de détails :
- en arrière-plan de Tatius, un officier à cheval arrête le mouvement des soldats sabins,
- une femme derrière Tatius présente à bout de bras son enfant face aux piques des Sabins, tandis qu'une autre s'agrippe à la jambe du chef des Sabins (dans l'antiquité, toucher le genou de quelqu'un signifiait le supplier),
- au centre, une femme semble veiller sur un groupe de petits enfants qui jouent et sur un nouveau-né, tandis qu'une vieille femme déchire sa robe et qu'une autre, derrière elles, en robe rouge, semble se précipiter depuis le fond du tableau,
- tout au fond à gauche, de petites silhouettes continuent le combat sur les remparts de Rome,
- fermant le bord droit, un valet retient un cheval, dont le cavalier remet son sabre dans son fourreau,
- sous les sabots des chevaux, un cadavre de combattant mort atteste de la violence de la lutte qui avait commencé.

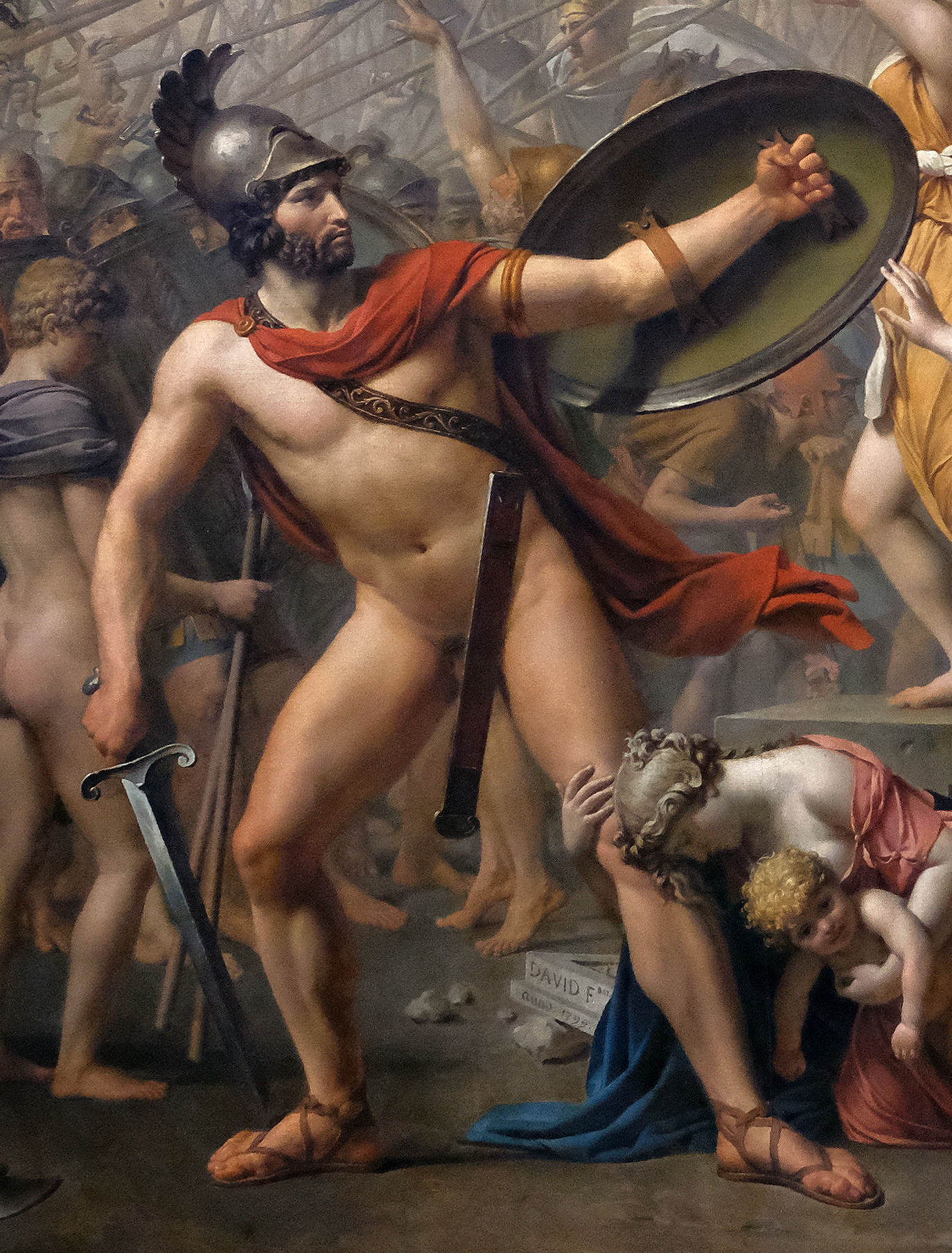
Tatius
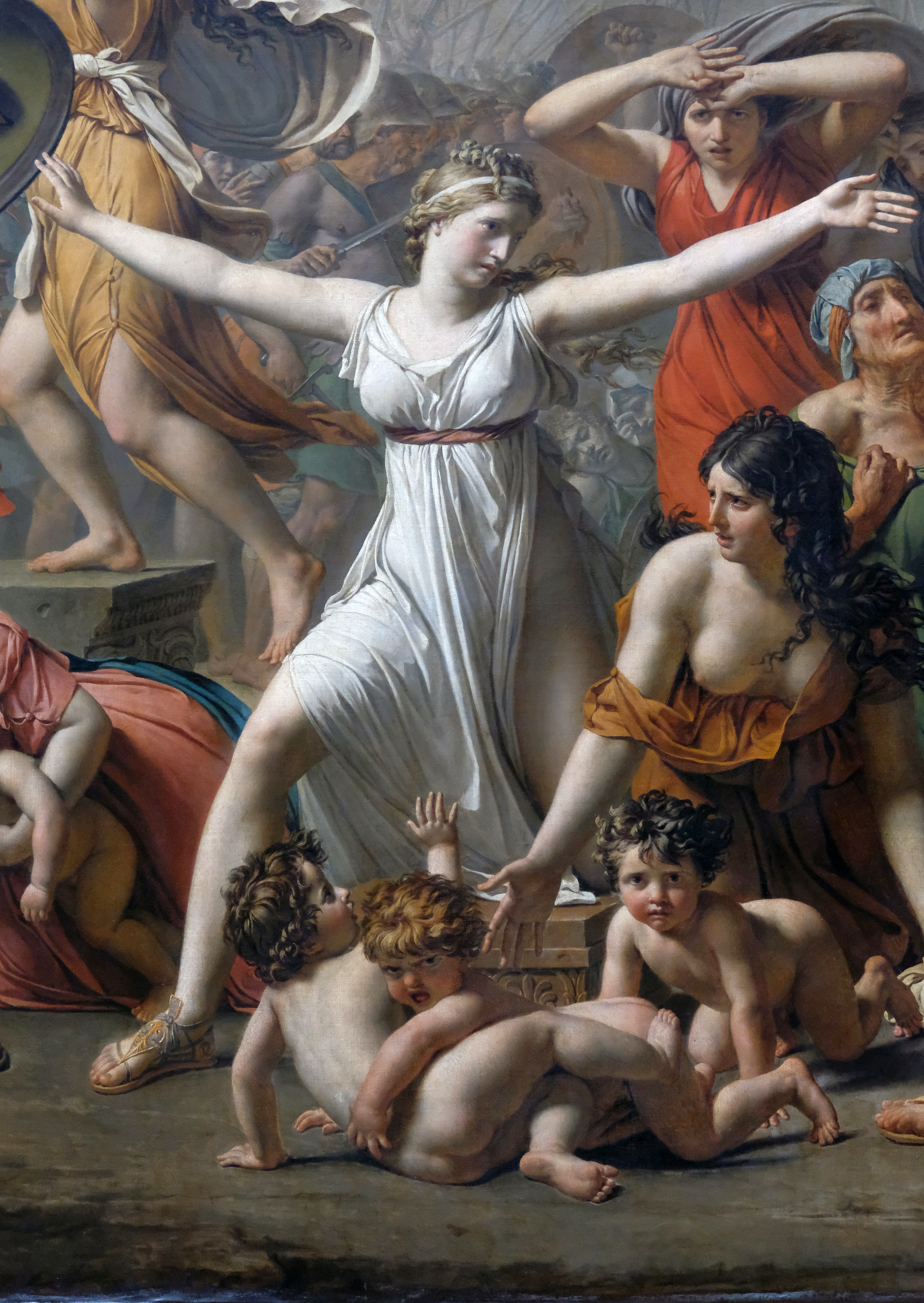
Hersilie (Aurore de Bellegarde, modèle)
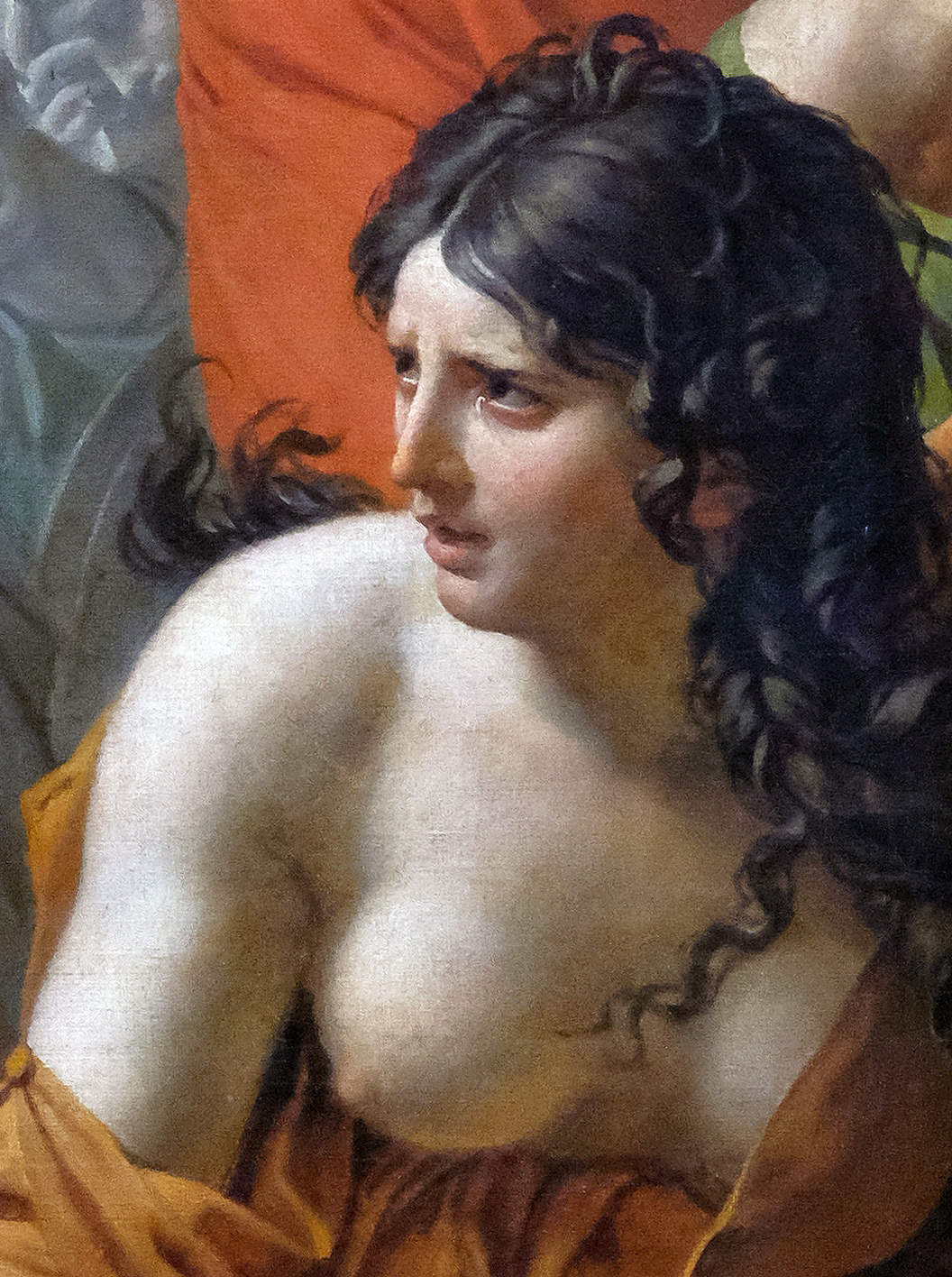
Adèle de Bellegarde (Modèle)
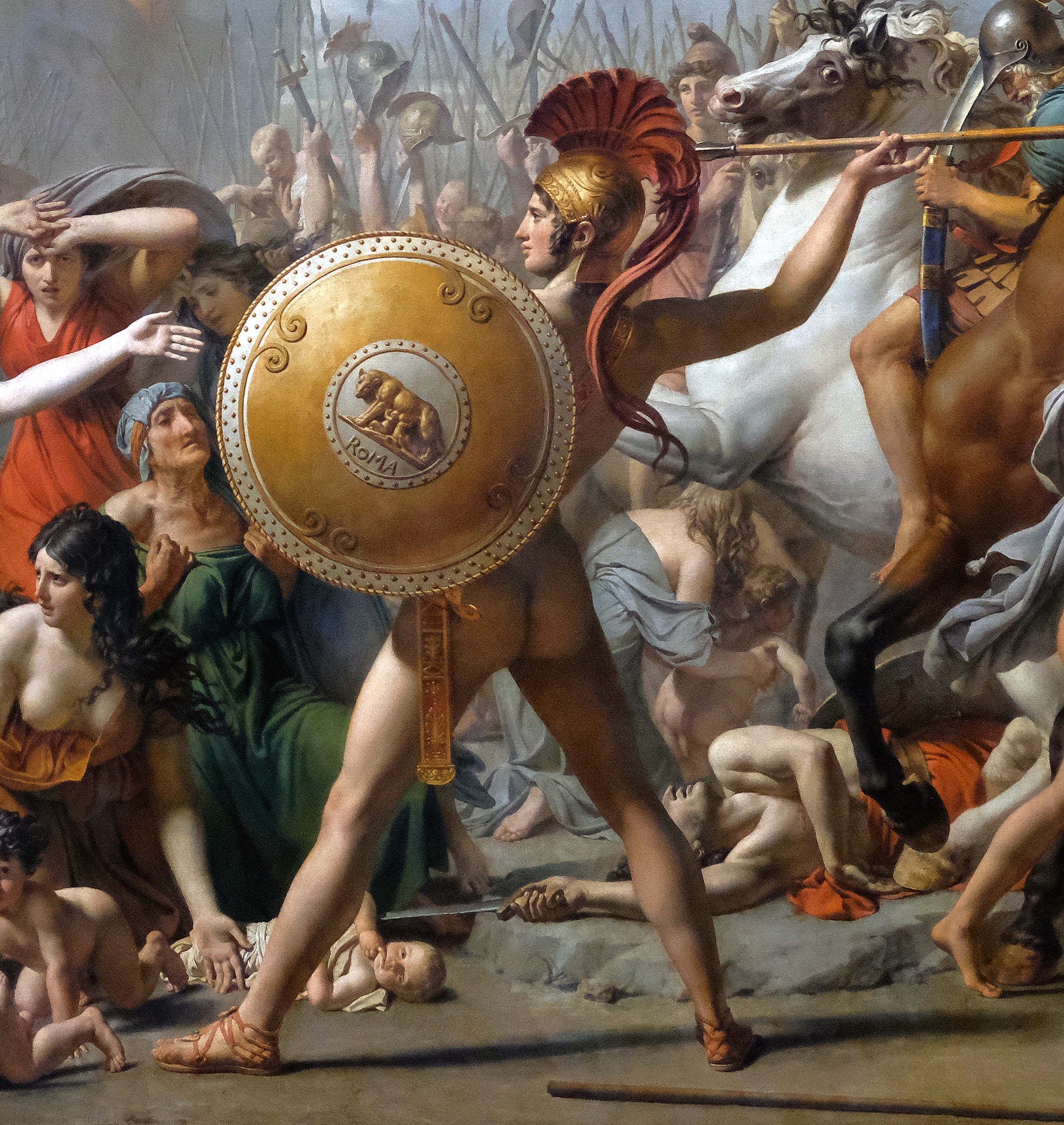
Romulus

## Sources d'inspiration
Le tableau témoigne d'un emploi important de sources et de documents divers dont David s'inspire pour concevoir son sujet, fruit de recherches et d'études nombreuses, non seulement inspirées de l'antique, mais aussi des maîtres italiens de la Renaissance comme Carrache ou Raphaël. Un de ses albums présente plusieurs dessins inspirés de gravure d'après ces artistes. La première source, identifiée par les contemporains, est un médaillon de Faustine reproduit dans le tome IV du Supplément au livre de l'antiquité expliquée et représentée en figures de Bernard de Montfaucon représentant l'épisode. Le plus remarqué est la référence à l'œuvre de Nicolas Poussin, L'Enlèvement des Sabines et particulièrement la version du Louvre.
L'idée du groupe central des deux combattants séparés par un personnage aux bras écartés, fut probablement suggérée, selon Antoine Schnapper, par le dessin de John Flaxman gravé par Tommaso Piroli, Le Combat pour le corps de Patrocle tiré d'une illustration de l’Iliade. Le personnage de Romulus reprend aussi la posture de Phinée tel qu'il est représenté dans le Persée et Phinnée d'Annibale Carrache (Palais Farnèse). Une autre source identifiée est une caricature de James Gillray datée de 1792, elle est intitulée Sin, Death, and the Devil, où les attitudes reprennent presque à l'identique celle de Romulus et d'Hersilie. Schnapper identifie d'autres emprunts: l'arrière plan est repris du Martyre de saint André par le Dominiquin à l'église Sant'Andrea della Valle. Une tête de cheval dessinée par David, atteste par la foi d'une inscription, de l'emprunt comme modèle d'une gravure d'Agostino Veneziano pour le cheval qui se tourne à la droite du tableau, et une gravure de Marc-Antoine Raimondi d'après Le Massacre des innocents  de Raphaël, est à l'origine de la figure de la femme de face située au centre du tableau qui se couvre la tête.

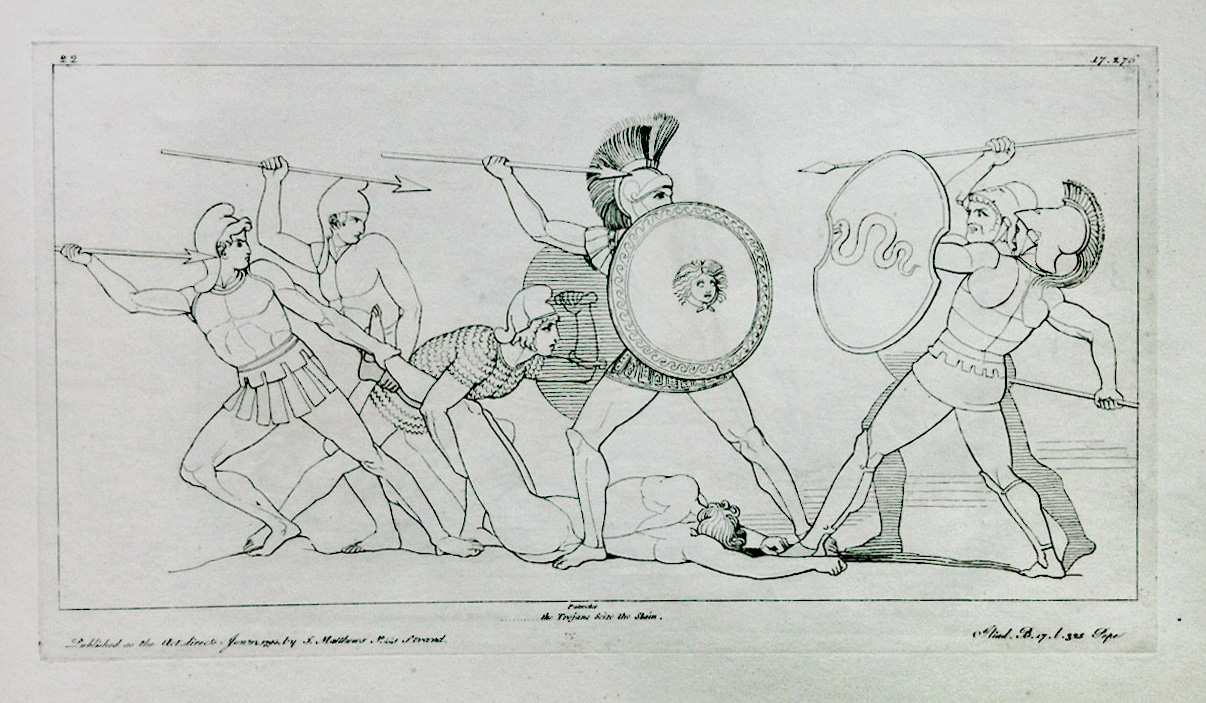
Illustration de John Flaxman gravé par Tommaso Piroli, Le Combat pour le corps de Patrocle, 1795.
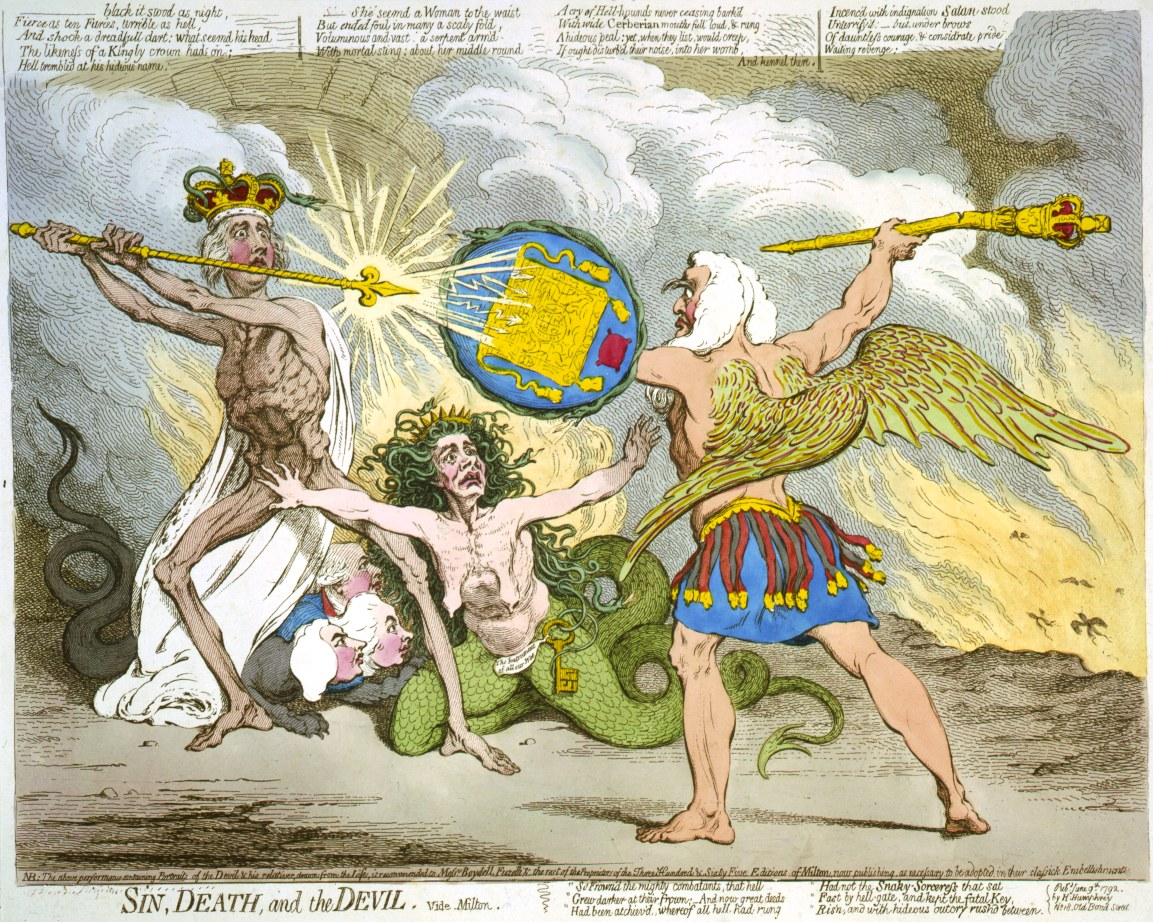
James Gillray 1792 Sin, Death, and the Devil un des modèles utilisés par David pour la composition des figures centrales du tableau.
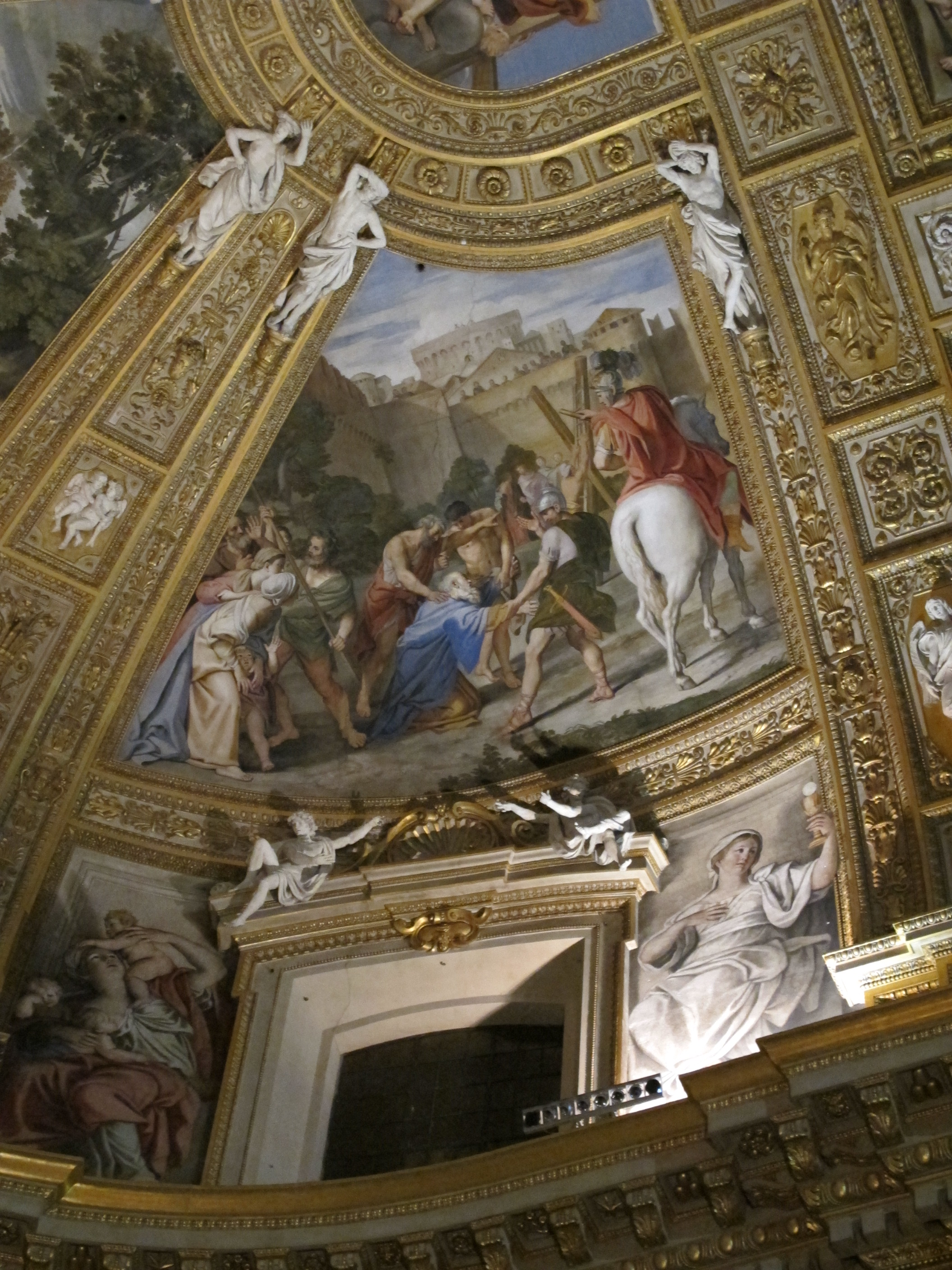
le Dominiquin Martyre de saint André église Sant'Andrea della Valle.
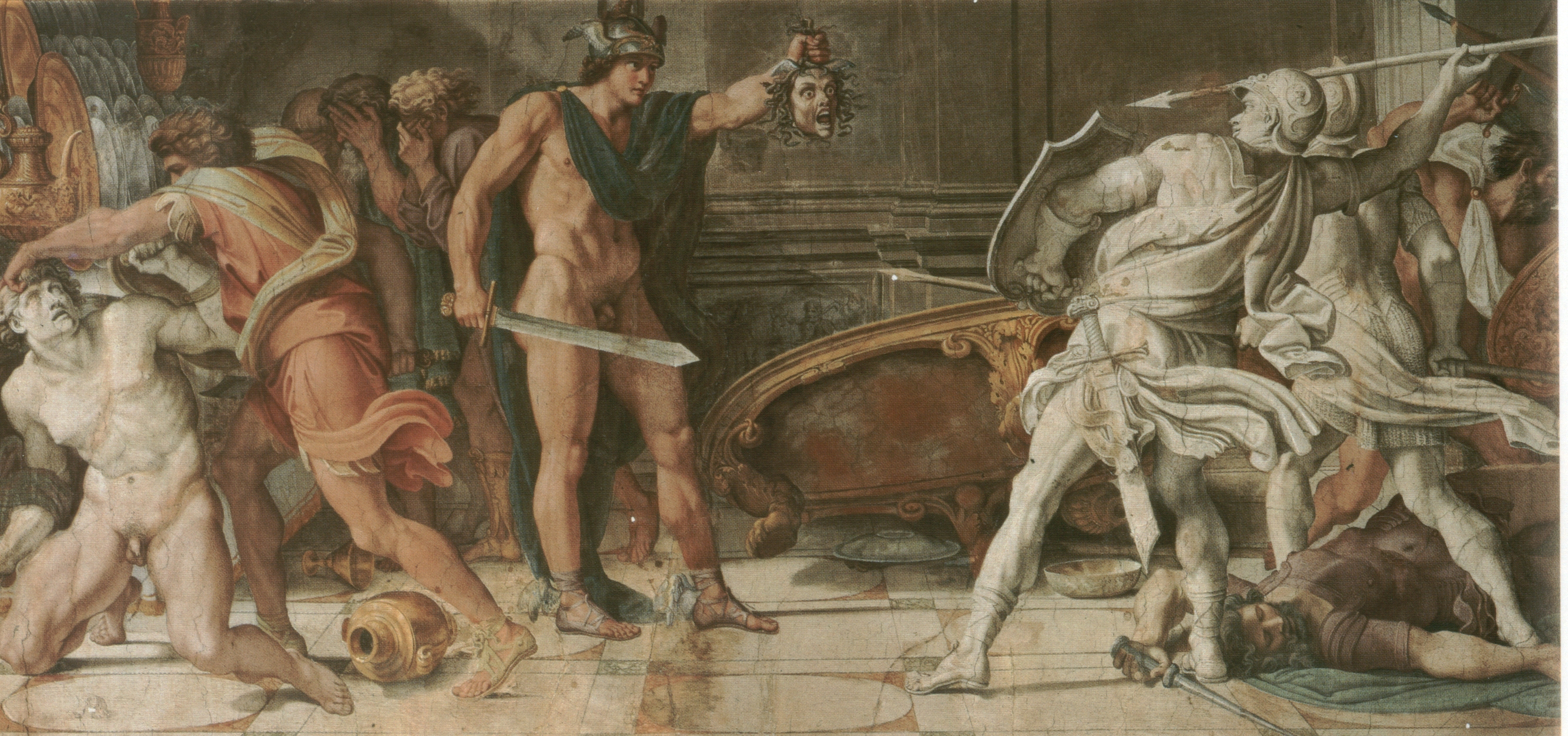
Annibale Carrache Persée et Phinnée, fresque du palais Farnèse.